# Saut en longueur masculin aux Jeux olympiques d'été de 1928
Pour un article plus général, voir Athlétisme aux Jeux olympiques d'été de 1928.
Navigation
Paris 1924 Las Angeles 1932
L'épreuve du saut en longueur masculin aux Jeux olympiques de 1928 s'est déroulée le 31 juillet 1928 au Stade olympique d'Amsterdam, aux Pays-Bas. Elle est remportée par l'Américain Ed Hamm.

## Résultats

### Finale
Les six meilleurs sauts des qualifications (4 groupes) se qualifient pour la finale. Le saut de qualification est enregistré pour la finale.
| Rang               | Athlète          | Pays       | Marque de qualification | Essais | Essais | Essais | Marque |
| Rang               | Athlète          | Pays       | Marque de qualification | 1      | 2      | 3      | Marque |
| ------------------ | ---------------- | ---------- | ----------------------- | ------ | ------ | ------ | ------ |
| Médaille d'or      | Ed Hamm          | États-Unis | 7.73                    | 7.68   | 7.66   | -      | 7.73   |
| Médaille d'argent  | Silvio Cator     | Haïti      | 7.58                    | 7.20   | 7.22   | X      | 7.58   |
| Médaille de bronze | Alfred Bates     | États-Unis | 7.40                    | 6.79   | 6.92   | 6.75   | 7.40   |
| 4                  | Willi Meier      | Allemagne  | 7.39                    | X      | 7.27   | 7.23   | 7.39   |
| 5                  | Erich Köchermann | Allemagne  | 7.35                    | 7.05   | X      | 6.85   | 7.35   |
| 6                  | Hannes de Boer   | Pays-Bas   | 7.32                    | X      | X      | X      | 7.32   |

## Légende
Records et Performances
- AR : Record continental (area record)
- CR : Record des championnats (championship record)
- MR : Record du meeting (meet record)
- NR : Record national (national record)
- OR : Record olympique (olympic record)
- PR : Record paralympique (paralympic record)
- PB : Record personnel (personal best)
- SB : Meilleure performance personnelle de la saison (season's best)
- WL : Meilleure performance mondiale de l'année (world leader)
- WJR : Record du monde junior (world junior record)
- WR : Record du monde (world record)

Circonstances et Conditions
- DNF : N'a pas terminé (did not finish)
- DNS : N'a pas pris le départ (did not start)
- DQ : Disqualification (disqualification)
- NM : Aucun essai valable enregistré (No Mark)
- Q : Qualifié « directement » au prochain tour (ou à la prochaine compétition), lors d'une compétition majeure, grâce au classement ou à la réalisation des minima (automatic qualifier)
- q : Qualifié au prochain tour (ou à la prochaine compétition), lors d'une compétition majeure, grâce au repêchage ou à la réalisation de l'une des meilleures performances parmi celles des « non qualifiés directement » (grâce au meilleur temps ou à la meilleure distance par exemple) (secondary qualifier)